# Карасакал (некрополь)
Карасакал — некрополь, погребально-культовый комплекс XVII — начала XX века в Западном Казахстане, расположенный на левом берегу реки Эмбы в 60 км на юго-запад от посёлка Жаркамыс Байганинского района Актюбинской области Казахстана.
Площадь некрополя составляет 15 га. Он включает в себя около тысячи надгробных сооружений, создававшихся народными зодчими, резчиками по камню — представителями казахских родов Младшего жуза (адай, табын и другие).
Наиболее значительным памятником является мавзолей Ендибай, сложенный из распиленных блоков известняка и представляющий собой прямоугольный остов с шлемовидным куполом. Декор снаружи плоскорельефный, в интерьере — контурный с покраской орнамента.
Большую группу сооружений составляют выложенные из блоков известняка-песчаника саганатамы, сочетающиеся с кулпытасами и койтасами. Разнообразие типов малых форм традиционной погребальной архитектуры представлено кулпытасами, койтасами, сандыктасами. Они отличаются богатством декора, плоскорельефная резьба дополнена покраской фона и орнамента. Кулпытасы содержат арабографические эпитафии на казахском языке. Тексты эпитафий включают в себя как молитвы, так и краткие биографии покойных. Входящие в состав Карасакала памятники позволяют проследить этапы накопления опыта их строительства с переходом от простых к более сложным объёмно-геометрическим формам.
Некрополь в 1982 году был включен в список памятников истории и культуры республиканского значения и охраняется государством.